# Gruia - Gârla Mare
Gruia - Gârla Mare este o zonă protejată (arie de protecție specială avifaunistică - SPA) situată în sud-vestul României, pe teritoriul administrativ al județului Mehedinți.

## Localizare
Aria naturală se află în extremitatea sud-estică a județului Mehedinți (în Lunca Dunării), pe teritoriul comunelor Gârla Mare, Gruia și Vrata, în imediata apropiere a drumului național DN56C, care leagă orașul localitatea Salcia de Burila Mare.

## Descriere
Zona a fost declarată Arie de Protecție Specială Avifaunistică prin Hotărârea  de Guvern nr. 1284 din 24 octombrie 2007 (privind declararea ariilor de protecție specială avifaunistică ca parte integrantă a rețelei ecologice europene Natura 2000 în România) și se întinde pe o suprafață de 2.756 hectare.
Aria protejată (încadrată în bioregiunea geografică continentală) reprezintă o zonă naturală în lunca inundabilă a Dunării (lacuri, râuri, mlaștini, turbării, pajiști, păduri în tranziție, terenuri arabile cultivate, vii și livezi) ce asigură condiții de hrană, cuibărit și viețuire pentru mai multe specii de păsări migratoare, de pasaj sau sedentare (unele protejate prin lege).

## Avifaună

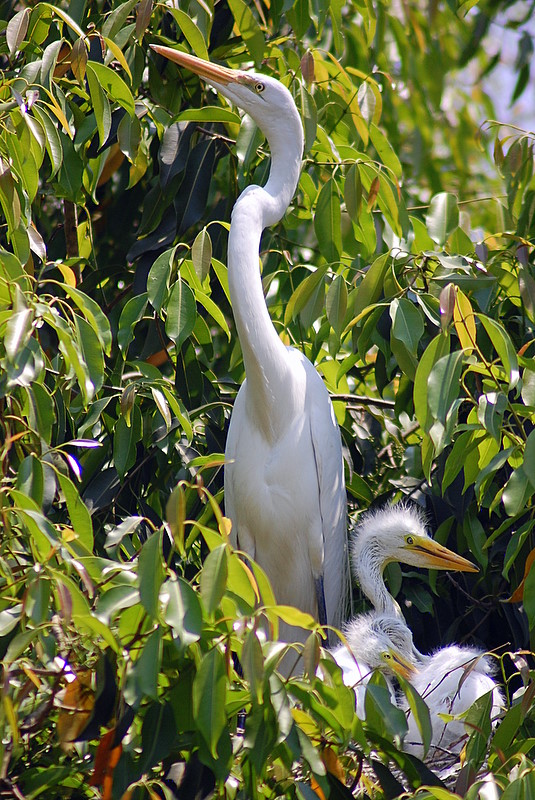
Egretă albă (Egretta alba)

Situl adăpostește o gamă variată păsări cu specii de: uliu-păsărar (Accipiter nisus), lăcarul mare (Acrocephalus arundinaceus), lăcarul de mlaștină (Acrocephalus palustris), lăcarul de rogoz (Acrocephalus schoenobaenus), lăcarul de lac (Acrocephalus scirpaceus), fluierar de munte (Actitis hypoleucos), rață sulițar (Anas acuta), rață fluierătoare (Anas penelope), rață lingurar (Anas clypeata), rață mare (Anas platyrhynchos), rață pestriță (Anas strepera), rață cârâietoare (Anas querquedula), gârliță mare (Anser albifrons), stârc cenușiu (Ardea cinerea), stârc roșu (Ardea purpurea), stârc galben (Ardeola ralloides), rața roșie (Aythya nyroca), rață-cu-cap-castaniu (Aythya ferina), rața moțată (Aythya fuligula), buhai de baltă (Botaurus stellaris), rață sunătoare (Bucephala clangula), bufniță (Bubo bubo), șorecar-încălțat (Buteo lagopus), prundaș nisipar (Calidris alba), prundaș-gulerat-mic (Charadrius dubius), chirighiță-cu-obraz-alb (Chlidonias hybridus), scatiu (Carduelis spinus), chirighiță-cu-aripi-albe (Chlidonias leucopterus), dumbrăveancă (Coracias garrulus), lebădă de vară (Cygnus olor), lăstun de casă (Delichon urbicum), egretă albă (Egretta alba),    
egretă mică (Egretta garzetta), măcăleandru (Erithacus rubecula), lișiță (Fulica atra), becațină comună (Gallinago gallinago), găinușă de baltă (Gallinula chloropus),  
codalb (Haliaeetus albicilla), piciorong (Himantopus himantopus), stârc pitic (Ixobrychus minutus), pescăruș argintiu (Larus cachinnans), sitarul de mal nordic (Limosa lapponica), grelușelul-de-tufiș (Locustella fluviatilis), grelușel-de-zăvoi (Locustella luscinioides), ferestraș mare (Mergus merganser), ferestraș moțat (Mergus serrator), codobatură albă (Motacilla alba), codobatură galbenă (Motacilla flava), grangur (Oriolus oriolus), lopătar (Platalea leucorodia), pelicanul comun (Pelecanus onocrotalus), cormoran mic (Phalacrocorax pygmeus), lopătar (Platalea leucorodia), țigănuș (Plegadis falcinellus), pițigoi-pungar (Remiz pendulinus), chiră de baltă (Sterna hirundo), fluierar de zăvoi (Tringa ochropus), corcodel mic (Tachybaptus ruficollis) sau nagâț (Vanellus vanellus).

## Căi de acces
- Drumul național DN56A pe ruta: Drobeta Turnu-Severin - Hinova - Rogova - Vânju Mare - Vânători - Obârșia de Câmp - drumul național DN56C pe ruta Salcia - Vrata.

## Monumente și atracții turistice
În vecinătatea sitului se află numeroase obiective de interes istoric, cultural și turistic; astfel:

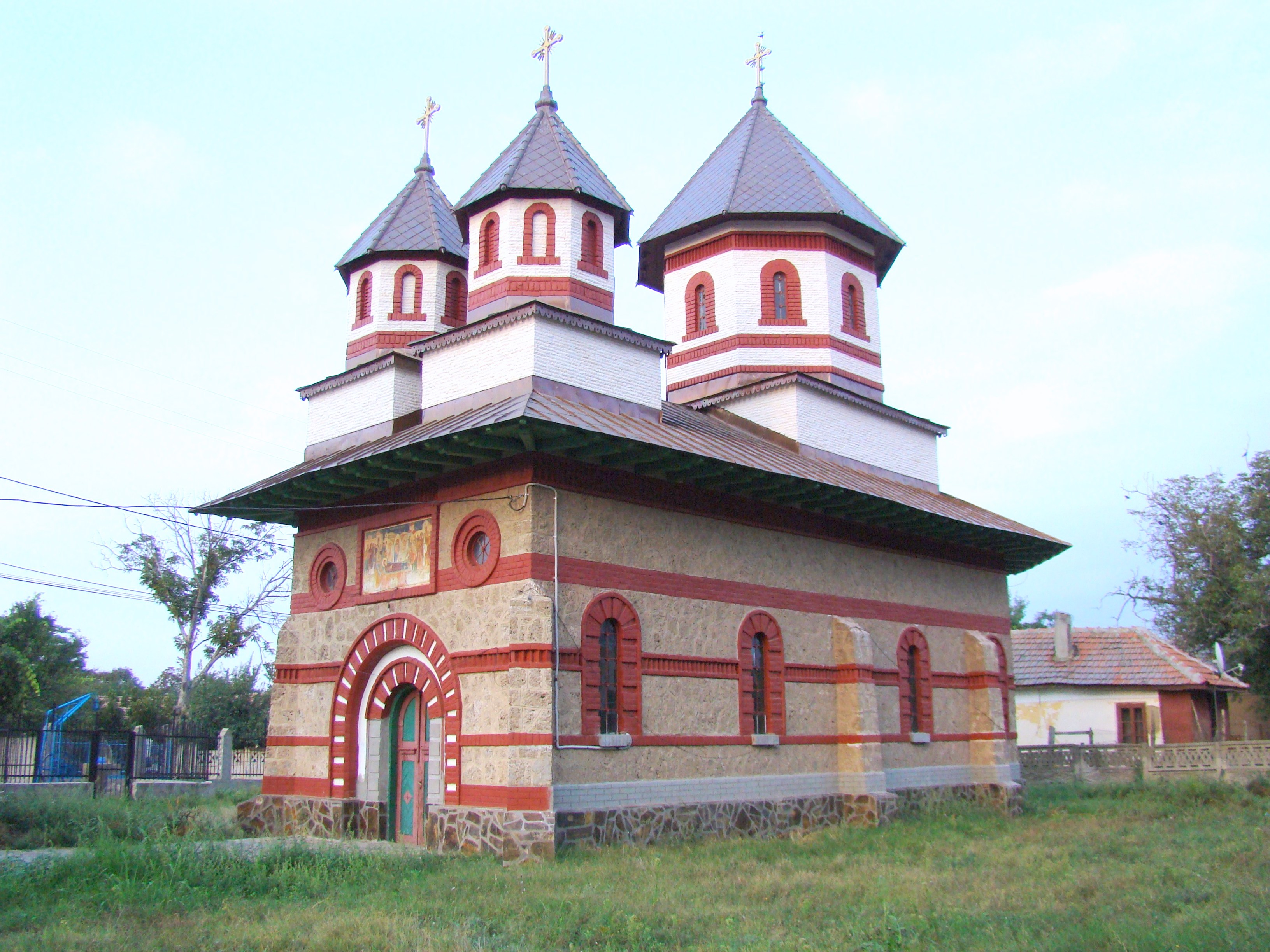
Biserica „Adormirea Maicii Domnului” din Gruia

- Biserica "Pogorârea Sf. Duh" din satul Gârla Mare, construcție 1838, monument istoric.
- Biserica de lemn și zid din Gruia cu hramul „Adormirea Maicii Domnului”, construcție 1834, monument istoric.
- Lunca Dunării
- Situl arheologic "La Gârloacă" din satul Gârla Mare (Epoca bronzului, Cultura Gârla Mare).
- Situl arheologic "La Carieră" de la Gruia (sec. II - I a. Chr., Latène, Cultura geto - dacică, sec. VI a. Chr., Hallstatt târziu).
- Situl arheologic de la Vrata (Epoca medievală, sec. XIV - XV).
- Situl arheologic de la Izvoarele (sec. XIV, Epoca romană, sec. I a. Chr., Latène, Cultura geto - dacică, sec. IX - VII a. Chr., Hallstatt, Epoca bronzului, Cultura Gârla Mare).